# Labasheeda
Labasheeda (Iers: Leaba Shíoda) is een dorp in County Clare, Ierland. De Ierse naam Leaba Shíoda betekent zoveel als "zijden bed", een verwijzing naar de gladheid van het zeezand aan de kust. Het dorp ligt aan een baai aan de Shannon, die daar een getijderivier is.

## Parochie
Labasheeda is deel van de katholieke parochie Kilmurry MacMahon in het Bisdom Killaloe.
De huidige St. Kieran's Church is gebouwd in 1976 en officieel in gebruik genomen in juli 1977 met een dienst geleid door bisschop Harty. De in de jaren jaren 1830 gebouwde St. Kieran's Church aan de andere zijde van de weg werd in de jaren zeventig ongeschikt bevonden voor de eredienst. Het gebouw is nu in gebruik als dorpshuis.

## Voorzieningen
Het dorp kent weinig voorzieningen. De kerk, het dorpshuis en de Labasheeda National School (lagere school) zijn de belangrijkste. De oude lagere school is nu in gebruik als woonhuis.
Verder kent het dorp B&B's, pubs en een kleine kade aan de Shannon.
Jaarlijks is er het Dan Furey Weekeinde, als herinnering aan de dansleraar en fiddle-speler die bij het dorp woonachtig was.